# Katedra św. Franciszka Salezego w Nagpurze
Katedra św. Franciszka Salezego w Nagpurze jest rzymskokatolicką katedrą w indyjskim mieście Nagpur oraz siedzibą arcybiskupa Nagpuru i główną świątynią archidiecezji Nagpur. Katedra znajduje się przy Kampete Road. 
Została wybudowana w latach 1880–1935 według projektu biskupa Tissot w stylu neogotyckim jako świątynia trzynawowa, konsekrowana w 1887 przez biskupa Riccaza. W 1981 ołtarz główny został przeprojektowany. W 1989 wnętrze katedry zostało odnowione. Od 1887 posiada status katedry.